# Ángel Andreo
Pour les articles homonymes, voir Andreo.
Ángel Luis Andreo Gabán (né le 3 décembre 1972 à Madrid) est un joueur de water-polo espagnol.
Il remporte la médaille d'or lors des Jeux olympiques de 1996 à Atlanta.